# Blumea dentata
Blumea dentata là một loài thực vật có hoa trong họ Cúc. Loài này được Domin mô tả khoa học đầu tiên năm 1929.